# Vídeň
Vídeň (en allemand : Wien) est une commune du district de Žďár nad Sázavou, dans la région de Vysočina, en République tchèque. Sa population s'élevait à 461 habitants en 2020.
Vídeň est aussi le nom tchèque de la ville de Vienne, capitale de l'Autriche.

## Géographie
Vídeň se trouve à 4,5 km au nord-nord-est de Velké Meziříčí, à 20 km au sud-sud-est de Žďár nad Sázavou, à 32 km à l'est-sud-est de Jihlava et à 139 km au sud-est de Prague.
La commune est limitée par Bory au nord, par Dobrá Voda à l'est, par Kozlov au sud-est, par Martinice au sud, et par Velké Meziříčí à l'ouest.

## Histoire
La première mention écrite de la localité date de 1370.

## Transports
Par la route, Vídeň se trouve à 5 km de Velké Meziříčí, à 22,5 km de Žďár nad Sázavou, à 39,5 km de Jihlava et à 160 km de Prague.